# Gunner Olszewski
Kaleb Gunner Olszewski (Alvin, 26 novembre 1996) è un giocatore di football americano statunitense che milita nel ruolo di wide receiver e punt returner per i New York Giants della National Football League (NFL).

## Carriera

### New England Patriots
Olszewski, dopo non essere stato scelto nel Draft NFL 2019, firmò con i New England Patriots. Debuttò nella vittoria della settimana 1 per 33–3 contro i Pittsburgh Steelers, ritornando due punt per 35 yard. La prima ricezione la fece registrare nella settimana 6 contro i New York Giants, chiudendo con 2 prese per 29 yard. Fu inserito in lista infortunati il 19 novembre 2019 a causa di problemi alla caviglia e a un tendine del ginocchio.
Nella settimana 13 della stagione 2020 contro i Los Angeles Chargers, Olszewski ritornò un punt per 70 yard in touchdown. In quella partita segnò anche il primo touchdown su ricezione in carriera nel quarto periodo. A fine stagione fu inserito nel First-team All-Pro dall'Associated Press dopo avere guidato la NFL con 346 yard su ritorno di punt.

### Pittsburgh Steelers
Il 21 marzo 2022 Olszewski firmò un contratto biennale con i Pittsburgh Steelers.

### New York Giants
Il 23 ottobre 2023 Olszewski firmò con la squadra di allenamento dei New York Giants, venendo promosso nel roster attivo cinque giorni dopo. Nella settimana 17 contro i Los Angeles Rams ritornò un punt per 94 yard in touchdown. Inizialmente sembrò ciò avesse battuto il record di franchigia di Amani Toomer. Tuttavia, in seguito ricerche affermarono che il primato apparteneva a Al Bloodgood con 95 yard il 30 settembre 1928.
L'11 marzo 2024 Olszewski rifirmò con i Giants.

## Palmarès
- First-team All-Pro: 1

2020